# Red ferroviaria mauritana
El ferrocarril de Mauritania es la única línea ferroviaria con la que cuenta el país. A esta línea también se la conoce como Línea Nuadibú-Zuérate (en francés: Nouadhibou-Zouerate) o Tren del Hierro, debido a las estaciones en las que comienza y termina y a la finalidad principal del tren, que es la de transportar los minerales obtenidos de las minas de la zona de Zuérate al puerto de Nuadibú.
La línea se inauguró en 1963, y su longitud es de 703 km. El tren es controlado por una compañía nacional, la Société Nationale Industrielle et Minière (Sociedad Nacional Industrial y Minera, en francés, SNIM).
Desde el cierre del túnel Choum, que se tuvo que dejar de utilizar tras la toma del territorio por parte del Frente Polisario, órgano político militar de la República Árabe Saharaui Democrática, una sección de 5 km de la línea del ferrocarril se desvía hacia zonas del Sáhara Occidental.21°21′18″N 13°00′46″O / 21.354867, -13.012644).

## Tráfico

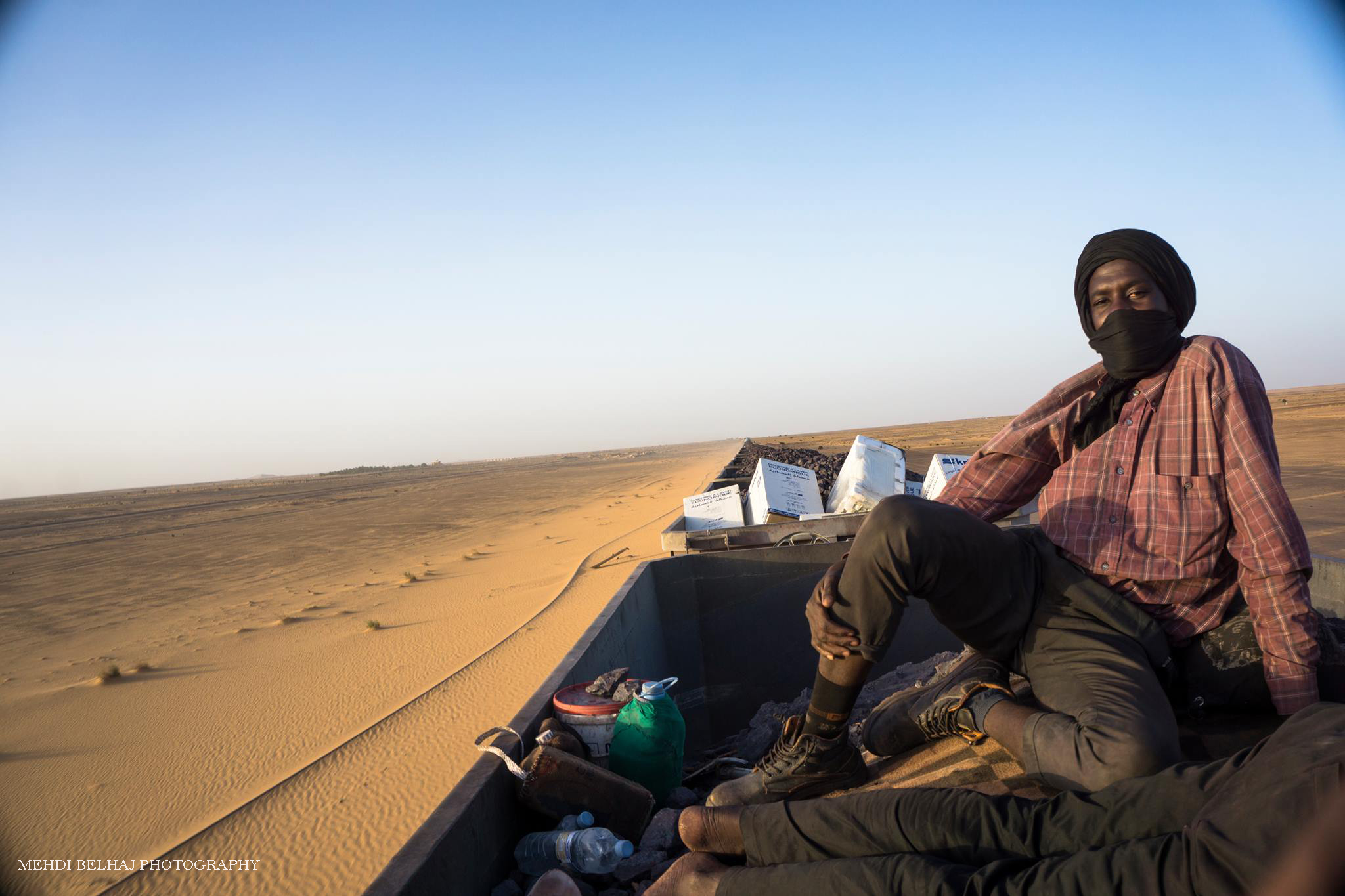
Transporte de mineral de hierro

Los trenes usados en esta línea llegan a ser de hasta 2,5 kilómetros de longitud, lo que convierte al ferrocarril de Mauritania en uno de los más largos y más pesados del mundo. Constan de entre 3 y 4 locomotoras EMD diésel-eléctricas, de entre 200 a 210 vagones, en los que cada uno de ellos puede transportar hasta 84 toneladas de mineral de hierro y un número variable de vehículos de servicio. El total del promedios de tráfico es de 16,6 millones de toneladas por año.
Ocasionalmente la línea también transporta a pasajeros; estos servicios son gestionados por una filial SNIM, la ATTM (Société d'assainissement, de travaux, de transport et de maintenance, en francés: Sociedad de saneamiento, de trabajo, de transporte y de mantenimiento). Los coches de pasajeros son unidos en estas ocasiones a los trenes de mineral, pero a menudo muchos pasajeros simplemente montan encima de los vagones cargados de mineral.
La ruta de pasajeros más común es la conocida por el nombre de tren del desierto, la cual es una sub-línea que une la población de Choum con la ciudad de Zuérate. A su vez suele usarse como ruta turística para visitar las zonas mineras del país. Estos viajes suelen hacerse en trenes con viejas locomotoras diésel CC Alsthom.

## Locomotoras
En octubre de 2010, SNIM encargó un lote de seis locomotoras EMD SD-70ACS, con modificaciones especiales para operar en zonas de altas temperaturas, para prevenir fallos en la línea, la cual cruza casi todo su recorrido a través de puro desierto.

## Glencore Xstrata
En 2014, la empresa Glencore Xstrata pagó 1 000 millones de dólares a SNIM para el acceso a su infraestructura ferroviaria y al puerto que también maneja esa compañía. 
Con este negocio, habrá ramificaciones de las vías hacia nuevas minas en Askaf y Guelb El Aouj. 
Este negocio derivó del hecho de que era más barato para Glencore el pagar por la vía ferroviaria y compartirla que construir desde cero una propia.